# آيت أو حساين (آيت أحيي)
آيت أو حساين هو دُوَّار يقع بجماعة تاكزيرت، إقليم بني ملال، جهة بني ملال خنيفرة في المملكة المغربية. ينتمي الدوّار لمشيخة آيت أحيي التي تضم 3 دواوير. يقدر عدد سكانه بـ 1339 نسمة حسب الإحصاء الرسمي للسكان والسكنى لسنة 2004.

## وصلات خارجية
- البوابة الوطنية للجماعات الترابية
- المندوبية السامية للتخطيط